# 構造定数 (バンド計算)
バンド計算における構造定数（こうぞうていすう、Structure factor、構造因子とも言う）は以下の式で定義される：
{\displaystyle S({\vec {q}})=\sum _{i}\exp(i{\vec {q}}\cdot {\vec {r}}_{i}).}
{\displaystyle {\vec {q}}}：逆格子ベクトル
{\displaystyle {\vec {r}}_{i}}：単位胞内の原子（イオン芯）の座標の位置ベクトル
電荷密度をフーリエ変換したものを構造因子と言う場合がある。KKR法やLMTO法における行列要素において、系の構造にのみ依存する部分（項）のことも構造定数（または構造因子）と言う。